# Жаксикилиш
Жаксикили́ш (каз. Жақсықылыш) — селище у складі Аральського району Кизилординської області Казахстану. Адміністративний центр та єдиний населений пункт Жаксикилиського сільського округу.
У радянські часи селище називалось Аралсульфат і мало статус смт.
Населення — 4631 особа (2021; 4847 у 2009, 4549 у 1999, 7210 у 1989).
Розташоване на озері Жакси-Килиш, за 15 км від міста Аральськ. Видобуток кухонної солі.